# District d'Anantnag
Le district de Anantnag (ourdou : ضلع اننت ناگ) est un district du territoire du Jammu-et-Cachemire, en Inde.

## Géographie
Au recensement de 2011, sa population compte 1 070 144 habitants.
Son chef-lieu est la ville de Anantnag. 